# Feel Invincible
"Feel Invincible" je hlavní singl z alba Unleashed americké křesťanské rockové skupiny Skillet a je první skladbou na albu. Píseň byla vydána 20. května 2016 a stala se prvním singlem skupiny Skillet na žebříčku Hot Christian Songs No. 1.

## Pozadí
Dne 20. května 2016 skladba vyšla jako hlavní singl devátého alba skupiny Skillet s názvem Unleashed. Skladba pojednává o pocitu nedotknutelnosti díky Boží síle.
Skladba byla vybrána jako znělka pro videoherní soutěž E-League společnosti TBS, která se vysílá ve více než 80 zemích světa. Dne 7. července společnost WWE oznámila, že vybrala skladbu jako oficiální znělku pro placenou akci Battleground 2016.

## Videoklip
Videoklip k písni byl zveřejněn 29. června 2016. V klipu je kapela oblečena celá v černém, s černými kytarami, baskytarou a bicí soupravou, zatímco hraje v tlumeně osvětleném skladišti před šedivým pozadím. V celém videoklipu se také objevují zvláštní postavy od postav v plynových maskách, samurajských bojovníků a dalších postav zahalených výhradně v černém.

## Obsazení
- John Cooper – zpěv, basová kytara
- Korey Cooper – rytmická kytara
- Seth Morrison – sólová kytara
- Jen Ledger – bicí, zpěv